# Adrenalin... Heart
Adrenalin... Heart är en drama-pjäs skriven 2002 av skådespelaren och manusförfattaren Georgia Finch.

## Sammanfattning
Pjäsen har två huvudroller och inleds med snabbt avbrutna monologer från de båda karaktärerna. Leigh är en vit, katolsk, ensamstående mamma med två barn och ett jobb i den lokala förvaltningen. Angel är en svart man som både gått på universitet och suttit i fängelse och som nu langar droger i Islington. Oundvikligen möts de, klickar och vad vi ser, särskilt från Leighs perspektiv, är hur erotisk fixering glider över i drogberoende. På sätt och vis förstörs hon av sin beroendeframkallande natur och sin hunger efter "den totala allomfattande upplevelsen", medan den mer försiktige Angel klokt nog bevarar sin självkänsla.